# Мускулешть
Мускулешть, Мускулешті (рум. Musculești) — село у повіті Горж в Румунії. Входить до складу комуни Бербетешть.
Село розташоване на відстані 209 км на захід від Бухареста, 29 км на південний схід від Тиргу-Жіу, 61 км на північний захід від Крайови.

## Населення
За даними перепису населення 2002 року у селі проживали 395 осіб, усі — румуни. Усі жителі села рідною мовою назвали румунську.